# ملغمة
الملغم أو الملغمة (بالإنجليزية: amalgam)‏ هي خليطة أي معدن مع الزئبق، أو بشكل آخر هي محاليل المعادن في الزئبق؛ حيث أنه المعدن الوحيد في الحالة السائلة عند الشروط النظامية وله القدرة على حل المعادن الأخرى مثل الصوديوم، البوتاسيوم، الزنك، الكادميوم، القصدير، الرصاص، الفضة، والذهب وذلك باستثناء الحديد والنيكل مما يمكن من حفظ الملغمة بأواني مصنوعة منهما.

## الخواص
يمكن أن تتشكل الملغمة بشكل ماص للحرارة مثل معدن القصدير، إلا أنه في الغالب يكون التشكل ناشر للحرارة.على سبيل المثال ينحل الصوديوم في الزئبق وذلك مع نشوء ألسنة اللهب.
تكون الملغمة سائلة إلى صلبة وذلك حسب محتوى المعدن فيها، حيث تكون الصلبة منها في حالة لدنة في البداية ثم تتصلب ذاتياً.

## الاستخدامات
- تستخدم ملغمة الفضة في حشو الأسنان في مجال طب الأسنان
- تتفاعل ملغمة المعادن القلوية مع الماء بشكل بطيء مع تحرير غاز الهيدروجين، لذلك تستخدم كعامل مرجع، مثل ملغمة الصوديوم.